# Małgorzata Trybańska-Strońska
Małgorzata Trybańska-Strońska (ur. 21 czerwca 1981 w Warszawie) – polska lekkoatletka specjalizująca się w skoku w dal i trójskoku, rekordzistka kraju.

## Kariera
Międzynarodową karierę rozpoczynała od startu w młodzieżowych mistrzostwach Europy w roku 2003, podczas których zajęła 6. miejsce w rywalizacji skoczkiń w dal. W 2006 wystartowała w mistrzostwach Europy zajmując odpowiednio 11 i 12 miejsce w skoku w dal i trójskoku. W tym samym sezonie była piąta zawodniczką pucharu świata w Atenach. W 2007 była siódma w światowym finale lekkoatletycznym w Stuttgarcie. Bez sukcesów uczestniczyła w mistrzostwach świata w Osace (2007) oraz Berlinie (2009). Na mistrzostwach Europy w 2010 była jedenasta w trójskoku. Nie udało jej się awansować do finału podczas halowych mistrzostw Europy w Paryżu (2011). Wielokrotnie reprezentowała Polskę w zawodach pucharu Europy oraz w drużynowych mistrzostwach Europy.
Dziewięciokrotna mistrzyni Polski seniorów (pięciokrotna w trójskoku – 2009, 2010, 2011, 2012, 2015 oraz czterokrotna w skoku w dal – 2005, 2006, 2007, 2011) ma na koncie także siedem złotych krążków z halowych mistrzostw Polski seniorów (w dal – 2005, 2006, 2010, 2011; trójskok – 2007, 2008, 2011). W sumie 36 razy zdobywała medale mistrzostw Polski w kategorii seniorek. Stawała także na podium młodzieżowych mistrzostw kraju.
2 czerwca 2007 roku w Białej Podlaskiej poprawiła o 2 cm rekord Polski w trójskoku Liliany Zagackiej osiągając rezultat 14,24. Trzy lata później, 10 lipca 2010 podczas mistrzostw Polski w Bielsku-Białej, poprawiła swój dotychczasowy rezultat skacząc 14,27. W eliminacjach mistrzostw Europy, 29 lipca 2010, skoczyła 14,44 ponownie poprawiając rekord Polski. Swój rekord życiowy w skoku w dal – 6,80 – uzyskała 30 czerwca 2007 w Poznaniu. 27 stycznia 2011 podczas mityngu w niemieckim Chemnitz poprawiła halowy rekord Polski w trójskoku należący do Joanny Skibińskiej uzyskując 14,16 m. Inne rekordy życiowe: Bieg na 100 m przez płotki – 14,36 (2000), skok wzwyż – 1,72 (2001), Pchnięcie kulą – 10,08 (2001), bieg na 200 m – 25,49 (2001), rzut oszczepem – 33,75 (2001), bieg na 800 m – 2:18,68 (2002), siedmiobój – 5282 pkt. (2001).
Siostra koszykarza Cezarego Trybańskiego – pierwszego Polaka w NBA.

## Osiągnięcia
| Rok  | Impreza                                 | Miejsce    | Lokata            | Konkurencja | Wynik (m) |
| ---- | --------------------------------------- | ---------- | ----------------- | ----------- | --------- |
| 2003 | Młodzieżowe mistrzostwa Europy          | Bydgoszcz  | 6. miejsce        | skok w dal  | 6,44      |
| 2004 | Halowy puchar Europy                    | Lipsk      | 6. miejsce        | skok w dal  | 6,18      |
| 2004 | Superliga pucharu Europy                | Bydgoszcz  | 6. miejsce        | skok w dal  | 6,40      |
| 2005 | Superliga pucharu Europy                | Florencja  | 7. miejsce        | skok w dal  | 6,24      |
| 2006 | Superliga pucharu Europy                | Malaga     | 6. miejsce        | skok w dal  | 6,49      |
| 2006 | Mistrzostwa Europy                      | Göteborg   | 11. miejsce       | skok w dal  | 6,40      |
| 2006 | Mistrzostwa Europy                      | Göteborg   | 12. miejsce       | trójskok    | 13,61     |
| 2006 | Puchar świata                           | Ateny      | 5. miejsce        | skok w dal  | 6,41      |
| 2007 | Halowe mistrzostwa Europy               | Birmingham | el. – 9. miejsce  | skok w dal  | 6,51      |
| 2007 | Superliga pucharu Europy                | Monachium  | 4. miejsce        | skok w dal  | 6,65      |
| 2007 | Superliga pucharu Europy                | Monachium  | 7. miejsce        | trójskok    | 13,79     |
| 2007 | Mistrzostwa świata                      | Osaka      | el. – 18. miejsce | skok w dal  | 6,49      |
| 2007 | Mistrzostwa świata                      | Osaka      | el. – 19. miejsce | trójskok    | 13,90     |
| 2007 | Światowy finał lekkoatletyczny IAAF     | Stuttgart  | 7. miejsce        | skok w dal  | 6,36      |
| 2008 | Halowy puchar Europy                    | Moskwa     | 5. miejsce        | skok w dal  | 6,36      |
| 2008 | Superliga pucharu Europy                | Annecy     | 7. miejsce        | trójskok    | 13,39     |
| 2009 | Superliga drużynowych mistrzostw Europy | Leiria     | 4. miejsce        | trójskok    | 13,89     |
| 2009 | Mistrzostwa świata                      | Berlin     | el. – 16. miejsce | trójskok    | 14,06     |
| 2010 | Superliga drużynowych mistrzostw Europy | Bergen     | 5. miejsce        | skok w dal  | 6,47      |
| 2010 | Mistrzostwa Europy                      | Barcelona  | 11. miejsce       | trójskok    | 13,82     |
| 2011 | Halowe mistrzostwa Europy               | Paryż      | el. – 11. miejsce | trójskok    | 13,90     |
| 2011 | Superliga drużynowych mistrzostw Europy | Sztokholm  | 5. miejsce        | trójskok    | 13,98     |